# Соломаха Володимир Андрійович
Володимир Андрійович Соломаха  (6 вересня 1955 — 13 грудня 2023) — український ботанік, відомий дослідженнями в галузях фітосоціології та фітосозології, професор (2003), доктор біологічних наук (1993), лауреат Премії імені М. Г. Холодного (1990).

## Життєпис
Народився 6 вересня 1955 року в м. Калінінград. У 1958 родина переїхала до м. Золотоноша (Черкаська область), звідки родом був батько. Тут у 1972 він закінчив школу.
- 1977 закінчив Черкаський державний педагогічний інститут за спеціальністю «вчитель біології та хімії».[1]
- 1977—1982 навчався в аспірантурі Інституту ботаніки ім. М. Г. Холодного АН УРСР (протягом 1978—1979 рр. проходив службу у Збройних силах).
- 1982—1986 — молодший науковий співробітник відділу геоботаніки та екології Інституту ботаніки ім. М. Г. Холодного.
- 1983 — захистив дисертацію на здобуття наукового ступеня кандидата біологічних наук зі спеціальності «Ботаніка» в Інституті ботаніки ім. М. Г. Холодного.
- 1986—1991 — науковий співробітник відділу геоботаніки та екології Інституту ботаніки ім. М. Г. Холодного.
- 1992—1994 — провідний науковий співробітник відділу медоносної флори Інституту бджільництва ім. П. І. Прокоповича НАН України.
- 1993 — захистив дисертацію на здобуття наукового ступеня доктора біологічних наук зі спеціальності «Ботаніка» в Інституті ботаніки ім. М. Г. Холодного.
- 1994—1996 — професор кафедри ботаніки біологічного факультету Київського національного університету імені Тараса Шевченка.
- 1996—2000 — завідувач кафедри ботаніки Київського національного університету ім. Т. Шевченка.
- 2000—? — професор кафедри ботаніки Київського національного університету ім. Т. Шевченка.
- 2001—2002 — старший науковий співробітник відділ екології фітосистем Інституту ботаніки ім. М. Г. Холодного.[2].
- Лютий 2003 — отримав вчене звання професора.
- 2006—2008 — директор Ботанічного саду імені академіка Олександра Фоміна Київського національного університету ім. Т. Шевченка.

Учасник ліквідації аварії на Чорнобильській АЕС у 1986 році.
Заснував наукове видавництво «Фітосоціоцентр», яким було видано понад 400 підручників і посібників, монографій із біології, хімії та інших галузей природознавства.
Сім'я: дружина — Тетяна Дем'янівна (кандидат біологічних наук, старший науковий співробітник Інституту ботаніки), син та донька.
Пішов з життя 13 грудня 2023 року.

## Наукова діяльність
Основне коло наукових інтересів — фітосоціологія та фітосозологія.
Докторська дисертація на тему: «Синтаксономія, агротипологія та районування сегетальної рослинності України».
Займався класифікацією рослинності та проблемами збереження фіторізноманіття, і особливо, агрофіторізноманіття. Є розробником синтаксономії рослинності України за методом Браун-Бланке.
За час роботи в ботанічному саду ім. акад. О. В. Фоміна за керівництва В. А. Соломахи підготовлено та видано у 2007 р. повний каталог рослин колекції Ботанічного саду, де представлено 1820 таксонів деревних рослин, 1900 видів, різновидностей і сортів трав'янистих рослин та 4214 таксонів тропічних і субтропічних рослин.
Підготував одного доктора та 10 кандидатів наук.

## Наукові публікації
Автор понад 150 наукових праць, у тому числі 13 монографій, 7 підручників та навчальних посібників.
Серед них:
- Балашов Л. С., Сипайлова Л. М., Соломаха В. А., Шеляг-Сосонко Ю. Р. Типология лугов Украины и их рациональное использование. К., 1988.
- Григора І. М., Соломаха В. А. Рослинність України (еколого-ценотичний, флористичний та географічний нарис). — К.: Фітосоціоцентр, 2005. — 452 с.
- Соломаха В. А. Синтаксономомія рослинності України. Третє наближення. — Київ: Фітосоціоцентр, 2009. С. 170—296 с.